# Issei Nishikawa
Pour les articles homonymes, voir Nishikawa (homonymie).
Issei Nishikawa (西川 一誠, Nishikawa Issei) est un homme politique japonais, né le 2 janvier 1945 à Echizen.
Il est gouverneur de la préfecture de Fukui de 2003 à 2019.